# 訃報 2009年11月
訃報 2009年11月（ふほう 2009ねん11がつ）では、2009年11月中に物故した、又は物故が報じられた人物についてまとめる。

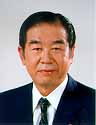
武藤嘉文／11月4日没

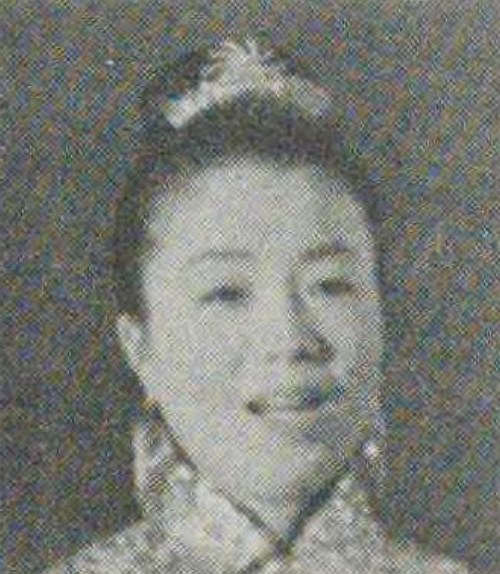
胡美芳／11月7日没

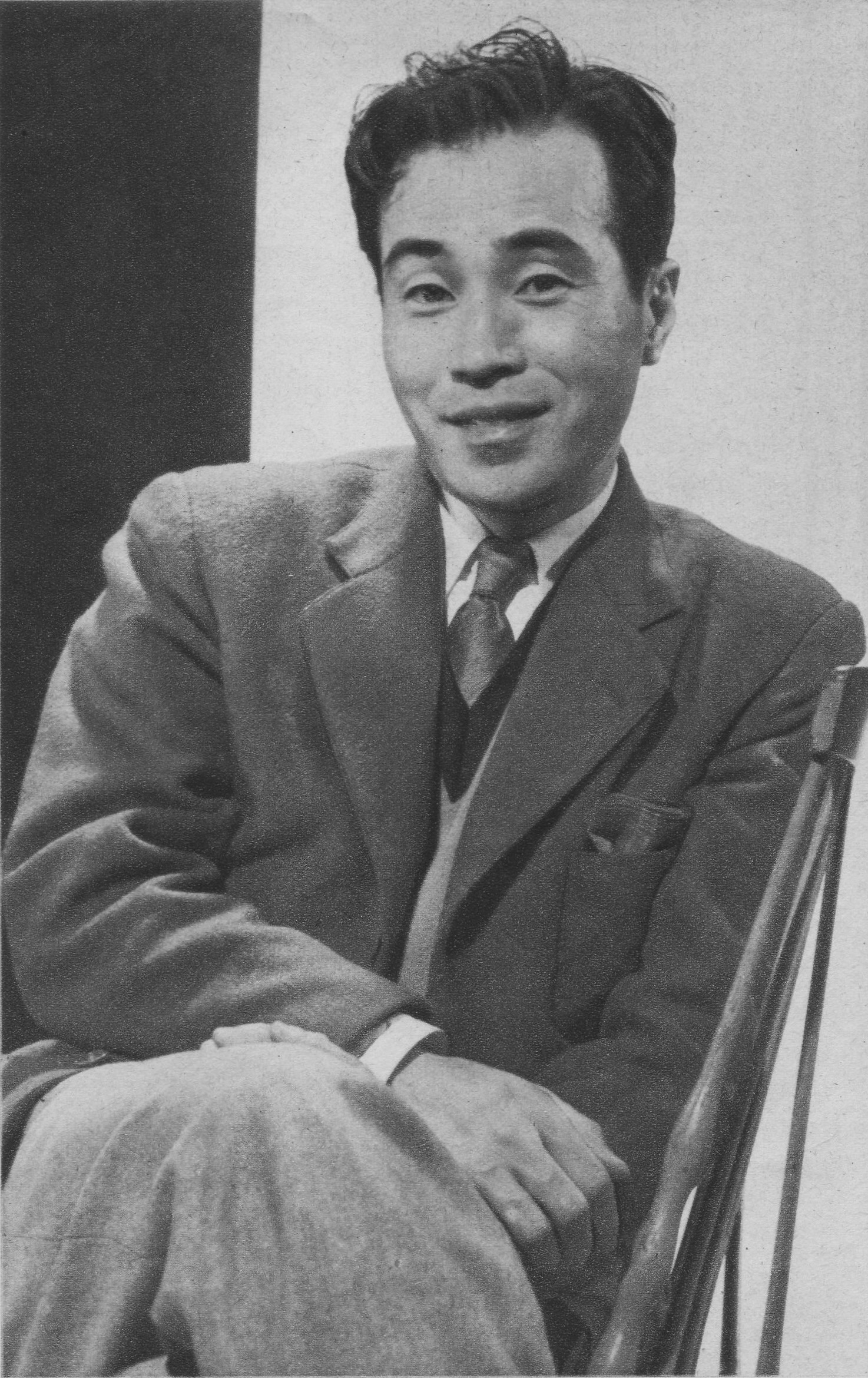
森繁久彌／11月10日没

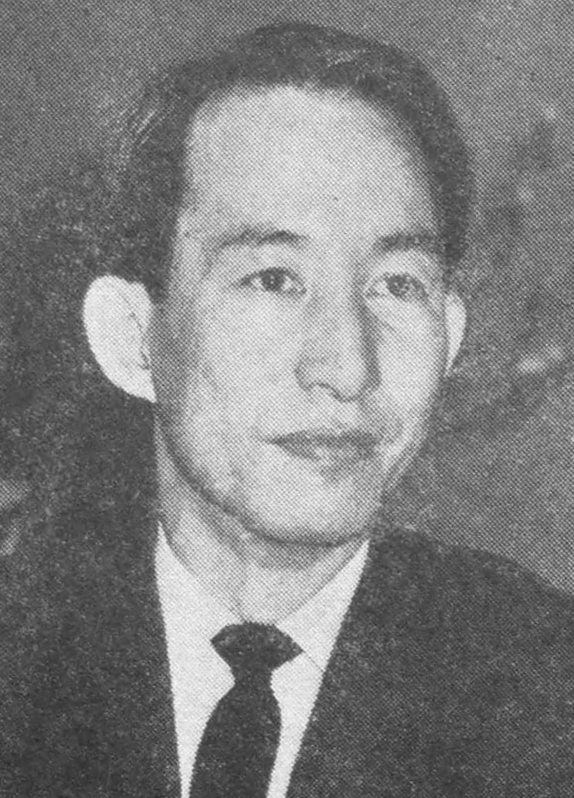
田英夫／11月13日没

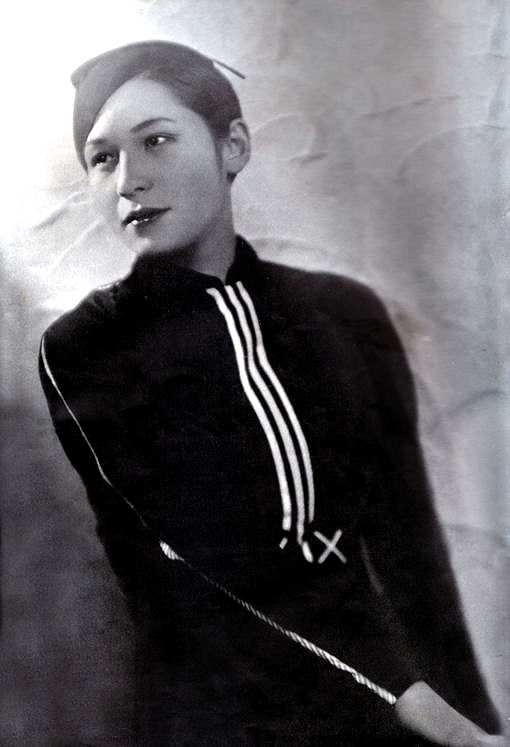
水の江瀧子／11月16日没

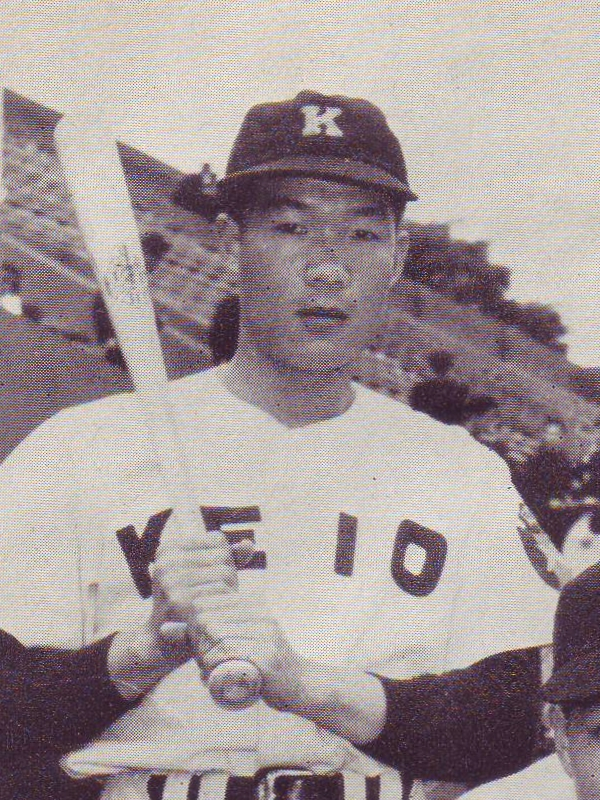
中田昌宏／11月16日没

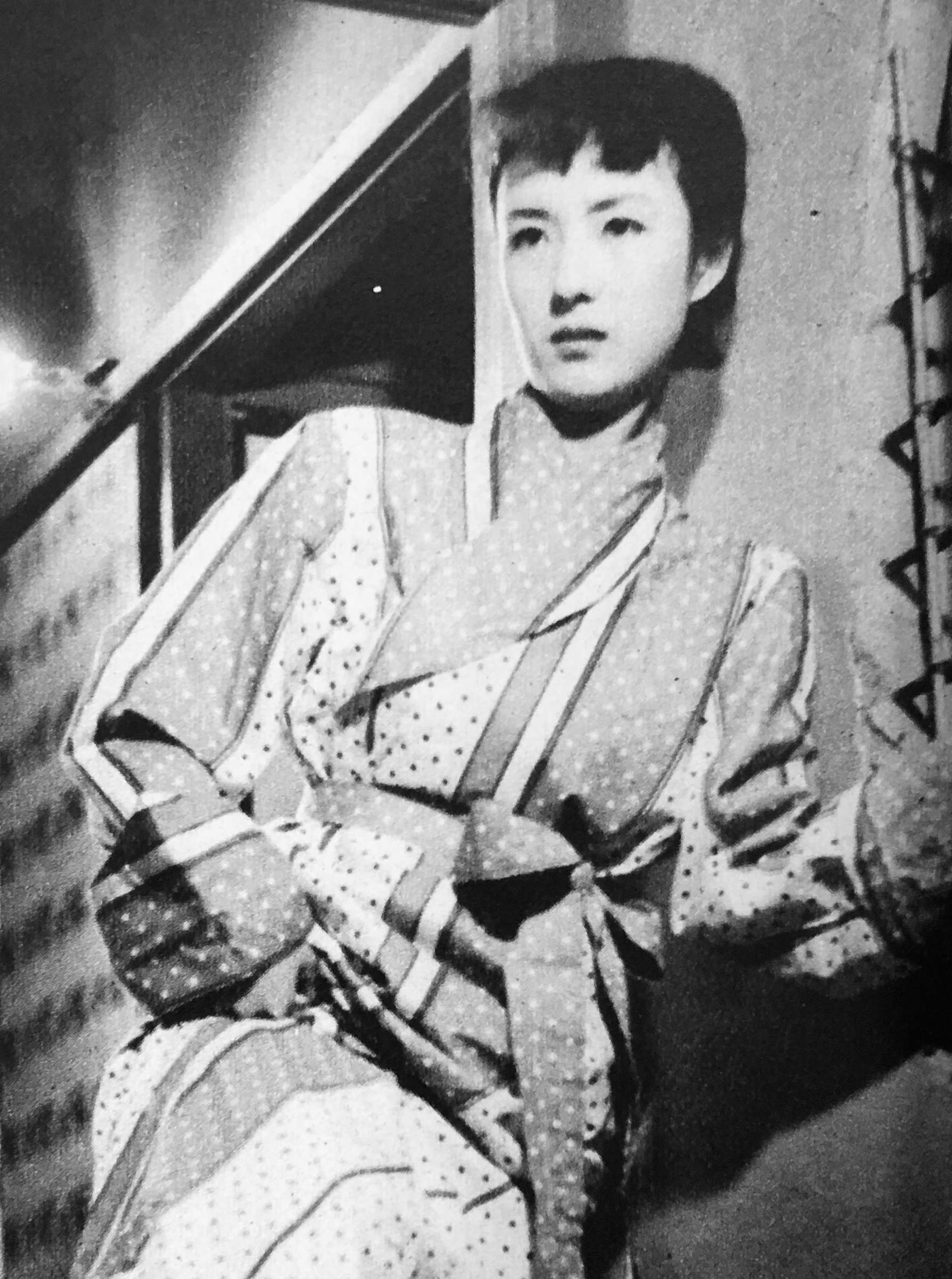
千原しのぶ／11月22日没

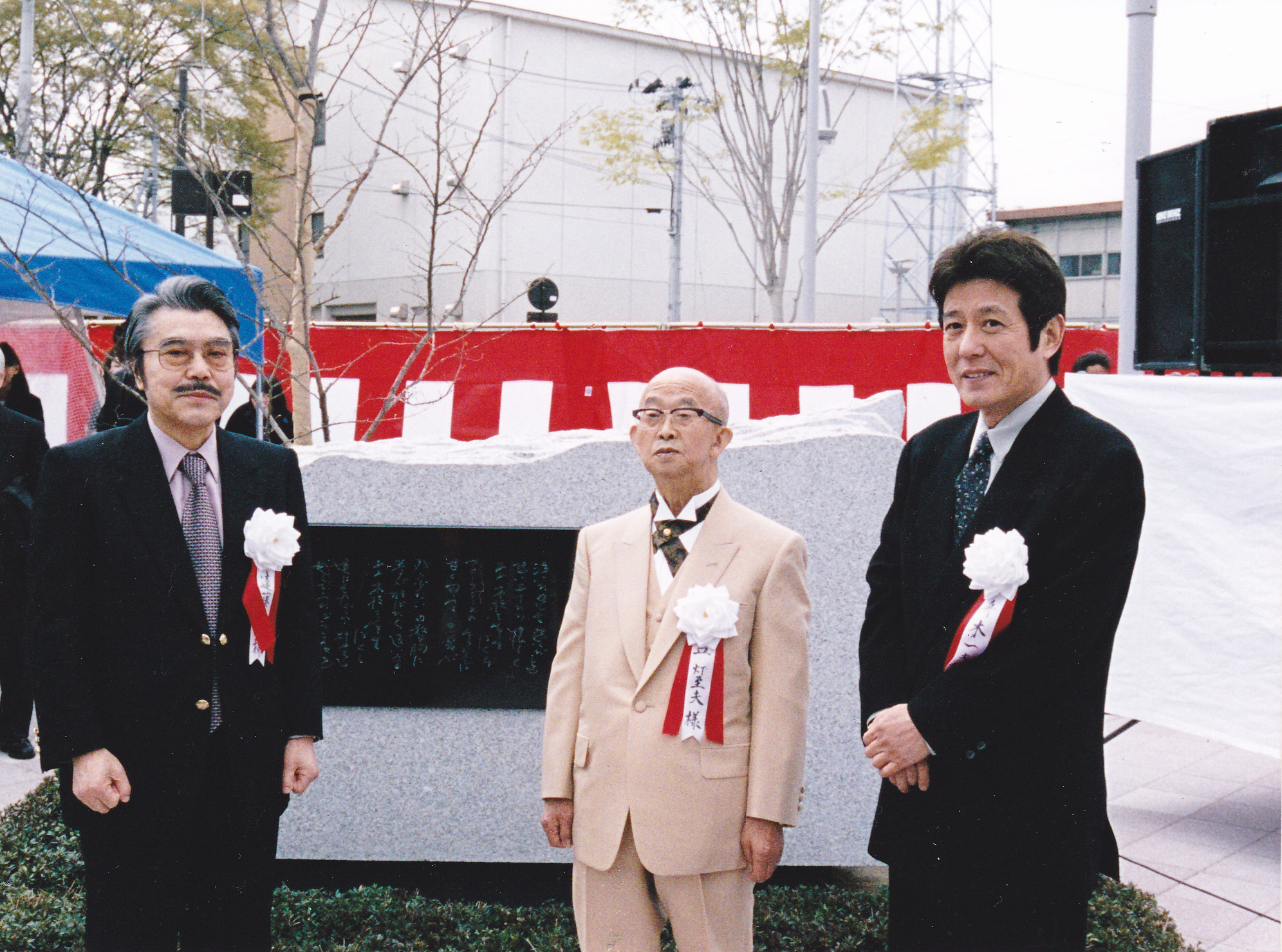
丘灯至夫（中央）／11月24日没

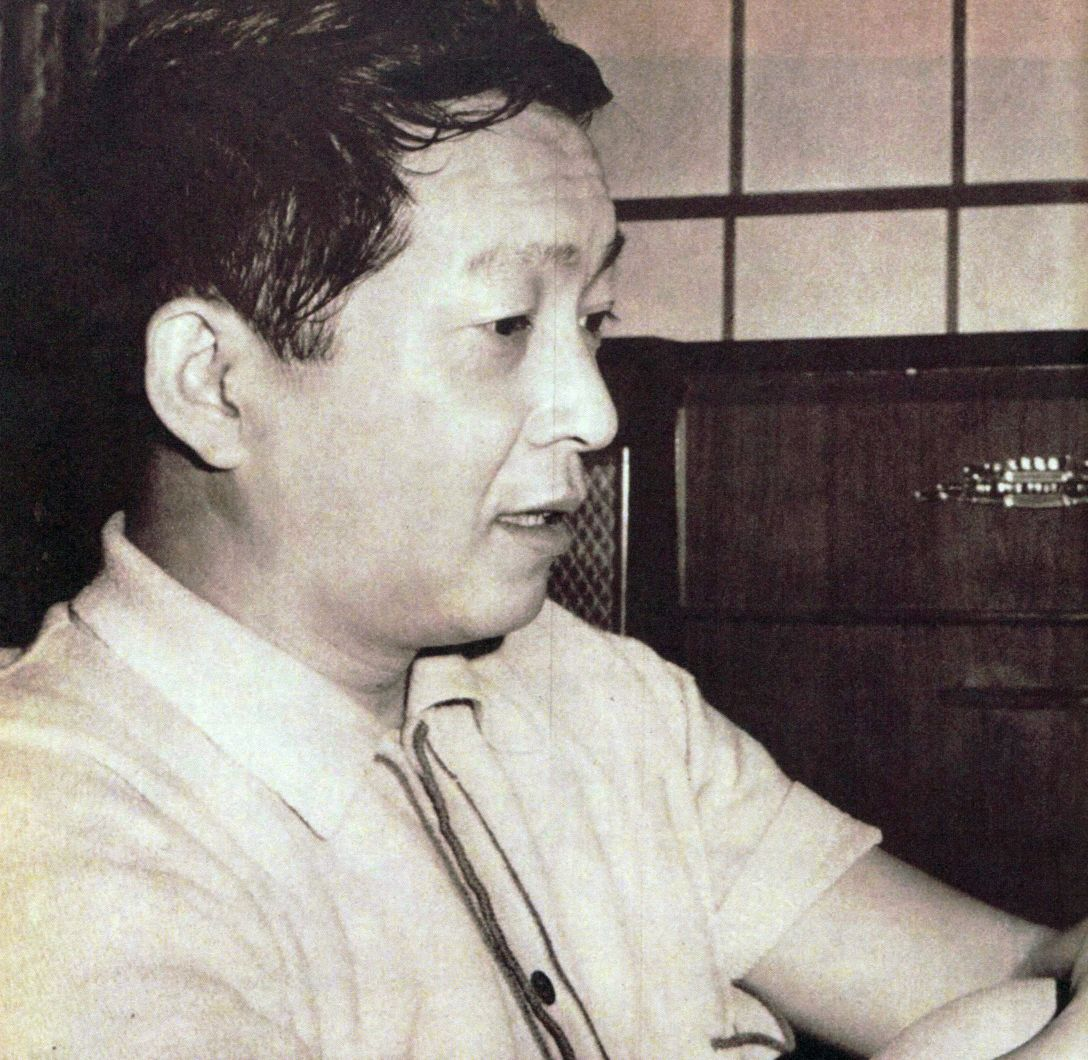
斎藤耕一／11月28日没

## （1日 - 15日）
- 11月1日 - ホセ・ルイス・ロペス・バスケス（José Luis López Vázquez）、スペインの俳優（* 1922年）
- 11月1日 - アルダ・メリーニ、イタリアの詩人（* 1931年）
- 11月2日 - 鄭念、中国の作家（* 1911年）
- 11月2日 - 山崎正行、日本の競馬評論家、東京競馬記者クラブ会友、競馬中継解説者（* 1929年）
- 11月2日 - キース・ケトルボロー（Keith Kettleborough）、イングランドのサッカー選手、ドンカスター・ローヴァーズ元マネージャー（* 1935年）
- 11月2日 - ロマン・モラヴェッツ、チェコスロバキアの陸上競技選手（* 1950年）
- 11月2日 - アミール・プヌーリ、計算機科学研究者（* 1941年）
- 11月3日 - フランシスコ・アヤラ（Francisco Ayala）、スペインの小説家（* 1906年）
- 11月3日 - シェル・ドルフ（Shel Dorf）、コミコン・インターナショナル創始者（* 1933年）
- 11月3日 - 三村敏之、日本の元プロ野球選手、指導者、野球評論家、元広島東洋カープ監督、東北楽天ゴールデンイーグルス統括本部編成部部長（* 1948年）
- 11月3日 - 池田正男、宝塚造形芸術大学理事長（* 1921年）
- 11月4日 - 王芳（王芳）、中華人民共和国の政治家、中華人民共和国国務院元公安部長（* 1920年）
- 11月4日 - 武藤嘉文、日本の政治家、実業家、元自由民主党衆議院議員、第19代総務庁長官、第115代外務大臣、第53代通商産業大臣、第3代農林水産大臣（* 1926年）
- 11月4日 - 朴容旿、韓国の実業家、元斗山グループ会長・元韓国野球委員会総裁（* 1937年）
- 11月4日 - アイヴァン・アラン、香港競馬元調教師（* 1941年）
- 11月4日 - 渡辺好明、日本の現代美術家、東京芸術大学教授（* 1955年）
- 11月4日 - スタニスワフ・フラネク、ポーランドの元サッカー選手（* 1919年）
- 11月4日 - イワン・ビアコフ、ロシアの元バイアスロン選手（* 1924年）
- 11月4日 - 柳生望、アメリカ文学者、桜美林大学名誉教授（* 1925年）
- 11月5日 - フェリックス・ルナ（Félix Luna）、アルゼンチンの歴史家（* 1925年）
- 11月5日 - マッティ・オイリング、フィンランドのジャズドラマー（* 1942年）
- 11月5日 - 丸山匠、ドイツ文学者、東京都立大学名誉教授（* 1935年）
- 11月6日 - 谷牧、中華人民共和国の政治家、元中華人民共和国国務院副総理（* 1914年）
- 11月6日 - マヌエル・ソリス、パナマ共和国元大統領（* 1917年）
- 11月6日 - ディミトリ・デ・ファウ（Dimitri De Fauw）、ベルギーの自転車競技選手（* 1981年）
- 11月7日 - アンセルモ・ドゥアルテ、ブラジルの映画監督（* 1920年）
- 11月7日 - 奥山融、日本の実業家、松竹元社長（* 1924年）
- 11月7日 - 胡美芳、在日中国人歌手（* 1926年）
- 11月7日 - 岩沢重夫、日本画家、日本芸術院会員（* 1928年）
- 11月8日 - ヴィタリー・ギンツブルク、ロシアの物理学者、ノーベル物理学賞受賞者（* 1916年）
- 11月8日 - イーゴリ・スタルイギン（Igor Starygin）、ロシアの俳優（* 1946年）
- 11月8日 - ジェリー・フックス（Jerry Fuchs）、アメリカ合衆国のドラマー、!!!元メンバー（* 1974年）
- 11月8日 - 栃内一彦、元海上保安庁長官（* 1914年?）
- 11月9日 - 林翔、俳人（* 1914年）
- 11月9日 - アル・セルヴィ（Al Cervi）、アメリカ合衆国の元プロバスケットボール選手（* 1917年）
- 11月9日 - アントニオ・ペルドモ（Antonio Perdomo）、バレーボールキューバ女子代表監督（* ?年）
- 11月10日 - 森繁久彌、日本の俳優、コメディアン、元日本放送協会アナウンサー（* 1913年）
- 11月10日 - 水島昌一、日本の鉄道員、第15代日本国有鉄道東京駅長（* 1926年）
- 11月10日 - ゲオルゲ・ディニカ（Gheorghe Dinică）、ルーマニアの俳優（* 1934年）
- 11月10日 - トマシュ・フマル（Tomaž Humar）、スロベニアの登山家（* 1969年）
- 11月10日 - ロベルト・エンケ、ドイツのサッカー選手（* 1977年）
- 11月11日 - 安藤巌、日本の政治家、弁護士、元日本共産党衆議院議員（* 1924年）
- 11月11日 - エマニュエル・ジスマン（Emanuel Zisman）、イスラエルの政治家、元クネセト議員（* 1935年）
- 11月12日 - 萩原長幸、日本マリン元社長（* 1925年）
- 11月12日 - ジェームズ・リリー（James Lilley）、アメリカ合衆国の外交官（* 1928年）
- 11月12日 - アンリ・セランドゥール、フランスの元水球選手、フランスオリンピック委員会委員長、元国際オリンピック委員会委員（* 1937年）
- 11月12日 - ヴァグリチ・バフチャニャン（Vagrich Bakhchanyan）、ウクライナ出身のアルメニア人画家（* 1938年）
- 11月13日 - 田英夫、日本の政治家、ジャーナリスト、ニュースキャスター、元参議院議員、元社会民主連合代表（* 1923年）
- 11月13日 - 柘植利之、日本の数学者（* 1926年）
- 11月13日 - デル・ハイムズ（Dell Hymes）、アメリカ合衆国の言語学者（* 1927年）
- 11月13日 - ウェリ・ゲーゲンシャッツ（Ueli Gegenschatz）、スイスのパラグライダー操縦士（* 1971年）
- 11月13日 - ミハウ・ガヨフニク、ポーランドのカヌー選手（* 1981年）
- 11月14日 - 大浦みずき、元宝塚歌劇団花組のトップスター、女優、アーティスト（* 1956年）
- 11月15日 - ピエール・アルメル（Pierre Harmel）、ベルギーの政治家、第39代ベルギー首相（* 1911年）
- 11月15日 - ハンス・マテファー（Hans Matthöfer）、ドイツの元政治家(ドイツ社会民主党)（* 1925年）
- 11月15日 - 小暮得雄、日本の刑法学者、北海道大学名誉教授（* 1932年）
- 11月15日 - デニス・コール（Dennis Cole）、アメリカ合衆国の俳優（* 1940年）
- 11月15日 - 鶴田小夜子、日本の検察官、最高検察庁検事（* 1952年）
- 11月15日 - デレク・B（Derek B）、イギリスのラッパー（* 1965年）
- 11月15日 - アントニオ・デ・ニグリス、メキシコのサッカー選手、同国代表選手（* 1978年）
- 11月15日 - ジョスラン・キヴラン（Jocelyn Quivrin）、フランスの俳優（* 1979年）

## （16日 - 30日）
- 11月16日 - バッキー・ウィリアムス（Bucky Williams）、アメリカ合衆国の野球選手（ニグロリーグ所属）（* 1906年）
- 11月16日 - 水の江瀧子、日本の元女優、映画プロデューサー、司会者（* 1915年）
- 11月16日 - エドワード・ウッドワード（Edward Woodward）、イギリスの俳優（* 1930年）
- 11月16日 - 中田昌宏、日本の元プロ野球選手、指導者、元阪急ブレーブス内野手、元オリックス・バファローズ取締役（* 1935年）
- 11月16日 - ジェフ・クライン（Jeff Clyne）、イギリスのジャズベーシスト（* 1937年）
- 11月16日 - ロバート・J・フランケル（Robert Julian Frankel）、アメリカ合衆国の競馬調教師（* 1941年）
- 11月16日 - アリ・キエフ（Ali Kiev）、アメリカ合衆国の精神科医（* 1934年)
- 11月17日 - ジョン・クラクストン（John Craxton）、イギリスの画家（* 1922年）
- 11月17日 - ニコライ・オリャーリン（Олялин, Николай Владимирович）、旧ソビエト連邦の映画俳優（* 1941年）
- 11月18日 - ジャンヌ＝クロード（Jeanne-Claude）、フランスの芸術家（* 1935年）
- 11月18日 - サレム・サード（Salem Saad）、アラブ首長国連邦のサッカー選手、同国代表選手（* 1978年）
- 11月19日 - 白石チヨ、日本のスーパーセンテナリアン、国内2番目の長寿の人物（* 1895年）
- 11月19日 - 林同春、日本の実業家、神戸華僑総会名誉会長（* 1925年）
- 11月19日 - 内海廣重、日本の環境保護活動家、元尾瀬の自然を守る会代表（* 1935年）
- 11月19日 - ジョニー・デルガド（Johnny Delgado）、フィリピンの俳優（* 1948年）
- 11月19日 - キム・ダウル、大韓民国のファッションモデル（* 1989年）
- 11月20日 - ヘルベルト・リチャーズ（Herbert Richers）、ブラジルの映画監督（* 1923年）
- 11月20日 - リノ・ラチェデリ（Lino Lacedelli）、イタリアの登山家（* 1925年）
- 11月20日 - エリーザベト・ゼーダーシュトレーム（Elisabeth Söderström）、スウェーデンのソプラノ歌手（* 1927年）
- 11月20日 - ロマン・トラフテンベルグ（Трахтенберг, Роман Львович）、ロシアの俳優（* 1968年）
- 11月20日 - 飯野知彦、日本の歌手、元デュークエイセスメンバー（* 1953年）
- 11月20日 - 大木正司、日本の俳優（* 1936年）
- 11月21日 - 赤石正吉（赤石蘭邦）、書家、北海道教育大学名誉教授（* 1917年）
- 11月21日 - 有江幹男、機械工学者、北海道大学・北海道工業大学元学長（* 1920年）
- 11月21日 - コンスタンティン・フェオクティストフ（Konstantin Feoktistov）、旧ソビエト連邦の宇宙飛行士（* 1926年）
- 11月21日 - ラスティ・カノコギ、アメリカ合衆国の女子柔道家（* 1935年）
- 11月21日 - アレン・シェルトン（Allen Shelton）、アメリカ合衆国のバンジョー奏者（* 1936年）
- 11月22日 - フアン・カルロス・ムニョス、アルゼンチンのサッカー選手（* 1919年）
- 11月22日 - 千原しのぶ[1]、女優（* 1931年）
- 11月22日 - ビリー・ジョー・ドハーティ（Billy Joe Daugherty）、アメリカ合衆国の牧師（* 1952年）
- 11月22日 - ヘイデン・ニール（Haydain Neale）、カナダのシンガーソングライター、ジャックソウルリーダー（* 1970年）
- 11月22日 - フランシスコ・ロドリゲス（Francisco Rodriguez）、メキシコ出身のアメリカ合衆国のボクサー（* 1984年）
- 11月23日 - 楊憲益（Yang Xianyi）、中華人民共和国の翻訳家（* 1915年）
- 11月23日 - 菅野弘夫、日本の元官僚、国立公文書館元館長、元東宮大夫（* 1923年）
- 11月23日 - リチャード・ミール（Richard Meale）、オーストラリアの作曲家（* 1932年）
- 11月23日 - トニー・パリー（Tony Parry）、イングランドのサッカー選手（* 1945年）
- 11月23日 - ピム・クープマン（Pim Koopman）、オランダのドラマー、カヤックメンバー（* 1953年）
- 11月23日 - 亀山房代、日本の漫才師・タレント（* 1967年）
- 11月24日 - 丘灯至夫、日本の作詞家、元毎日新聞社記者（* 1917年）
- 11月24日 - 八木正雄、日本の競馬調教師【神奈川県川崎競馬組合所属】、日本国内最年長の現役調教師（* 1917年）
- 11月24日 - 田淵安一、抽象画家（* 1921年）
- 11月24日 - 石井歓、作曲家、愛知県立芸術大学名誉教授（* 1921年）
- 11月24日 - 三木俊治、日本の政治家、実業家、元徳島市長、阿波製紙会長（* 1932年）
- 11月24日 - エイブ・ポリン（Abe Pollin）、アメリカ合衆国の実業家、ワシントン・ウィザーズオーナー（* 1923年）
- 11月24日 - マイク・ラーベル[2]（Mike LeBell）、アメリカ合衆国カリフォルニア州の元プロレスリング・プロモーター（* 1930年）
- 11月24日 - サマック・スントラウェート、タイ王国第34代首相（* 1935年）
- 11月24日 - 白井眞貫、俳人（* 1939年）
- 11月24日 - 陳鴻烈（陈鸿烈）、香港の俳優（* 1943年）
- 11月25日 - 青木やよひ、ノンフィクション作家（* 1927年）
- 11月25日 - ジョルジョ1世、セボルガ公国元首（自称者）（* 1936年）
- 11月26日 - 四手井綱英、森林生態学者（* 1911年）
- 11月26日 - ニコラ・コヴァチェフ、ブルガリアのサッカー選手、元同国代表選手（* 1934年）
- 11月27日 - ジャック・バラティエ、フランスの映画監督・脚本家（* 1918年）
- 11月27日 - ジュヌヴィエーヴ・ジョワ（Geneviève Joy） 、フランスのピアニスト（* 1919年）
- 11月27日 - ベス・ロマックス・ホーズ（Bess Lomax Hawes） 、アメリカ合衆国の歌手（* 1921年）
- 11月27日 - アル・アルバーツ（Al Alberts）、アメリカ合衆国のポピュラーソング歌手（* 1922年）
- 11月27日 - 杉岡洋一、医師、九州大学元総長（* 1932年）
- 11月27日 - 鍾偉明（鍾偉明）、香港ラジオテレビのアナウンサー（* 1931年）
- 11月27日 - 根来広光、日本の元プロ野球選手、指導者、元国鉄スワローズ捕手、元ロッテオリオンズヘッドコーチ、二軍監督（* 1936年）
- 11月27日 - マイク・ペナー（Mike Penner）、アメリカ合衆国のスポーツジャーナリスト（* 1957年）
- 11月27日 - ナレンダ・マン・シン、ネパールのサッカー選手（* 1958年）
- 11月28日 - 梶原武雄、日本の囲碁棋士（* 1923年）
- 11月28日 - 斎藤耕一、映画監督、写真家（* 1929年）
- 11月28日 - ジル・カル[3]（Gilles Carle）、カナダの映画監督（* 1929年）
- 11月29日 - 川崎展宏、俳人（* 1927年）
- 11月29日 - アレクサンドル・ド・ベルジック（Prince Alexander of Belgium）、ベルギーの王族、第4代ベルギー国王レオポルド3世三男（* 1942年）
- 11月29日 - ロバート・ホールドストック（Robert Holdstock）、イギリスのSF作家（* 1948年）
- 11月29日 - ファリアル・オブ・エジプト（Princess Farial of Egypt）、エジプト王国第2代国王ファールーク1世長女（* 1938年）
- 11月29日 - ソランヘ・マニャーノ（Solange Magnano）、元ミス・ユニバースアルゼンチン代表、元ミス・アルゼンチン（* 1971年）
- 11月30日 - ミロラド・パヴィチ、セルビアの作家（* 1929年）
- 11月30日 - 青木健、経済学者（* 1941年）